# Европско првенство у атлетици на отвореном 1958 — 110 метара препоне за мушкарце
Такмичење у трци на 110 метара са препонеу у мушкој конкуренцији на 6. Европском првенству у атлетици 1958. одржано је 22., 23. и 24. августа Стокхолму на Олимпијском стадиону.
Титулу освојену у Берну 1954, није бранио Јевгениј Буланчик из СССР-а.

## Земље учеснице
Учествовало је 21 такмичара из 15 земаља. 
1. Белгија (1)
2. Грчка (2)
3. Ирска (1)
4. Италија (2)
5. Југославија (2)
6. Немачка (2)
7. Норвешка (1)
8. Пољска (1)
9. Совјетски Савез (1)
10. Уједињено Краљевство (1)
11. Француска (1)
12. Холандија (2)
13. Чехословачка (1)
14. Швајцарска (1)
15. Шведска (2)

## Рекорди
| Рекорди пре почетка Европског првенства 1958.     | Рекорди пре почетка Европског првенства 1958. | Рекорди пре почетка Европског првенства 1958. | Рекорди пре почетка Европског првенства 1958. | Рекорди пре почетка Европског првенства 1958. | Рекорди пре почетка Европског првенства 1958. |
| ------------------------------------------------- | --------------------------------------------- | --------------------------------------------- | --------------------------------------------- | --------------------------------------------- | --------------------------------------------- |
| Светски рекорд                                    | Џек Дејвис                                    | Сједињене Државе                              | 13,4                                          | Бејкерсфилд, САД                              | 22. јун 1956.                                 |
| Европски рекорд                                   | Мартин Лауер                                  | Немачка                                       | 13,7                                          | Келн, Немачка                                 | 31. јул 1957.                                 |
| Рекорди европских првенстава                      | Доналд Финлеј                                 | Велика Британија                              | 14,3                                          | Париз, Француска                              | 4. септембар 1938.                            |
| Рекорди после завршетка Европског првенства 1958. |                                               |                                               |                                               |                                               |                                               |
| Рекорди европских првенстава                      | Мартин Лауер                                  | Немачка                                       | 14,1                                          | Стокхолм, Шведска                             | 22. август 1958.                              |
| Европски рекорд                                   | Мартин Лауер                                  | Немачка                                       | 13,7                                          | Стокхолм, Шведска                             | 24. август 1958.                              |
| Рекорди европских првенстава                      | Мартин Лауер                                  | Немачка                                       | 13,7                                          | Стокхолм, Шведска                             | 24. август 1958.                              |

## Освајачи медаља
|                      |                           |                        |
| Мартин Лауер Немачка | Станко Лоргер Југославија | Анатолиј Михајлов СССР |

## Сатница
| Датум            | Време | Ниво          |
| ---------------- | ----- | ------------- |
| 22. август 1958. | 10:00 | Квалификације |
| 23. август 1958. | 15:00 | Полуфинале    |
| 24. август 1958. | 14:20 | Финале        |

## Резултати

### Квалификације
У полуфинале су се квалификовала по три првопласирана из сваке групе (КВ). Биле су четири групе.

| Пласман | Група | Атлетичар           | Земља                | Резултат | Белешке |
| ------- | ----- | ------------------- | -------------------- | -------- | ------- |
| 1.      | 1     | Мартин Лауер        | Немачка              | 14,2     | КВ, РЕП |
| 2.      | 3     | Станко Лоргер       | Југославија          | 14,4     | КВ      |
| 3.      | 2     | Анатолиј Михајлов   | СССР                 | 14,5     | КВ      |
| 4.      | 2     | Питер Хилдрет       | Уједињено Краљевство | 14,5     | КВ      |
| 5.      | 4     | Giorgio Mazza       | Италија              | 14,5     | КВ      |
| 6.      | 4     | Кенет Јохансон      | Шведска              | 14,6     | КВ      |
| 7.      | 1     | Тор Олсен           | Норвешка             | 14,8     | КВ      |
| 8.      | 3     | Georgios Marsellos  | Грчка                | 14,8     | КВ      |
| 9.      | 3     | Eef Kamerbeek       | Холандија            | 14,8     | КВ      |
| 10.     | 2     | Жак Дохен           | Француска            | 14,9     | КВ      |
| 11.     | 2     | Питер Недерхенд     | Холандија            | 14,9     |         |
| 12.     | 1     | Нерео Свара         | Италија              | 15,0     | КВ      |
| 13.     | 3     | Иван Веселски       | Чехословачка         | 15,0     |         |
| 14.     | 1     | Милад Петрушић      | Југославија          | 15,2     |         |
| 15.     | 1     | Еамон Кинсела       | Ирска                | 15,3     |         |
| 16.     | 2     | Ларс Бергланд       | Шведска              | 15,3     |         |
| 17.     | 2     | Ioannis Kambadellis | Грчка                | 15,3     |         |
| 18.     | 3     | Едвард Бугала       | Пољска               | 15,3     |         |
| 19.     | 3     | Heinrich Staub      | Швајцарска           | 15,5     |         |
| 20.     | 4     | Günter Brand        | Немачка              | 15,6     | КВ      |
| 21.     | 4     | Georges Salmon      | Белгија              | 15,6     |         |

### Полуфинале
У финале су се квалификовала по три првопласирана из сваке групе (КВ). Биле су две групе.
| Пласман | Група | Атлетичар          | Земља                | Резултат | Белешке |
| ------- | ----- | ------------------ | -------------------- | -------- | ------- |
| 1.      | 2     | Станко Лоргер      | Југославија          | 14,4     | КВ      |
| 2.      | 1     | Мартин Лауер       | Немачка              | 14,5     | КВ      |
| 3.      | 2     | Giorgio Mazza      | Италија              | 14,7     | КВ      |
| 4.      | 2     | Кенет Јохансон     | Шведска              | 14,8     | КВ      |
| 5.      | 1     | Питер Хилдрет      | Уједињено Краљевство | 14,9     | КВ      |
| 6.      | 1     | Анатолиј Михајлов  | СССР                 | 14,9     | КВ      |
| 7.      | 1     | Тор Олсен          | Норвешка             | 14,9     |         |
| 8.      | 2     | Жак Дохен          | Француска            | 14,9     |         |
| 9.      | 1     | Нерео Свара        | Италија              | 15,0     |         |
| 10.     | 2     | Georgios Marsellos | Грчка                | 15,0     |         |
| 11.     | 1     | Eef Kamerbeek      | Холандија            | 15,1     |         |
| 12.     | 2     | Günter Brand       | Немачка              | 15,1     |         |

### Финале
| Пласман | Атлетичар         | Земља                | Резултат | Белешке |
| ------- | ----------------- | -------------------- | -------- | ------- |
|         | Мартин Лауер      | Немачка              | 13,7     | ЕР, РЕП |
|         | Станко Лоргер     | Југославија          | 14,1     |         |
|         | Анатолиј Михајлов | СССР                 | 14,4     |         |
| 4.      | Питер Хилдрет     | Уједињено Краљевство | 14,4     |         |
| 5.      | Giorgio Mazza     | Италија              | 14,4     |         |
| 6.      | Кенет Јохансон    | Шведска              | 14,7     |         |